# Phaeno
phaeno – centrum nauki znajdujące się w centrum Wolfsburga w Niemczech.
Budynek został zaprojektowany przez brytyjską architekt Zahę Hadid. Budowa trwała 4 lata. Wykorzystano do niej 27 tys. m³ betonu. Centrum zostało otwarte 24 listopada 2005 roku.
Budynek jest osadzony na 10 filarach, rozciąga się na długość 154 metrów i ma powierzchnię około 9 tys. m². Na terenie centrum znajduje się ponad 350 instalacji eksperymentalnych.
Brytyjska instytucja Royal Institute of British Architects wyróżniła Zahę Hadid za projekt phaeno nagrodą RIBA European Award.